# جانسون هاگود
جانسون هاگود (انگلیسی: Johnson Hagood; ۲۱ فوریهٔ ۱۸۲۹ – ۴ ژانویهٔ ۱۸۹۸) سیاست‌مدار اهل ایالات متحده آمریکا بود.